# Liste der Baudenkmale in Grethem
In der Liste der Baudenkmale in Grethem sind alle Baudenkmale der niedersächsischen Gemeinde Grethem im Landkreis Heidekreis aufgelistet. Der Stand der Liste ist das Jahr 2021.

## Allgemein
Grethem wird das erste Mal im Jahre 1304 erwähnt.

## Baudenkmale in den Ortsteilen

### Büchten
| Lage                                                | Bezeichnung | Beschreibung                                                      | ID       | Bild |
| --------------------------------------------------- | ----------- | ----------------------------------------------------------------- | -------- | ---- |
| Büchtener Hauptstraße 1 52° 44′ 11″ N, 9° 33′ 58″ O | Scheune     | Nach dem Brand 1814 in Büchten wurde die Scheune errichtet.       | 32780571 | BW   |
| Büchtener Hauptstraße 1 52° 44′ 12″ N, 9° 34′ 0″ O  | Speicher    | Hinter der Scheune befindet sich ein Speicher aus dem Jahre 1816. | 32780596 | BW   |
| Büchtener Hauptstraße 8 52° 44′ 4″ N, 9° 34′ 1″ O   | Backhaus    | Das Backhaus wurde zum Beginn des 19. Jahrhunderts erbaut.        | 32780665 | BW   |

### Grethem
| Lage                                                | Bezeichnung              | Beschreibung | ID       | Bild |
| --------------------------------------------------- | ------------------------ | --- | -------- | ---- |
| Bahnhofstraße 1 52° 43′ 0″ N, 9° 34′ 37″ O          | Ehemalige Gaststätte     | Das Gebäude wurde um 1910 direkt an die Kreuzung der Straße mit der Bahnstrecke erbaut. Es ist ein zweigeschossiger, traufständiger Bau. An der Traufenseite befindet sich ein Risalit mit einem Zwerchhaus. Ungewöhnlich für die Gegend sind die Zierelemente an der Fassade wie ein Giebelvorgespärre und das Zierfachwerk. | 32780873 | BW   |
| Dorfstraße 52° 43′ 33″ N, 9° 34′ 46″ O              | Speicher                 | | 32780549 | BW   |
| Dorfstraße 52° 43′ 32″ N, 9° 34′ 43″ O              | Scheune                  | | 32780750 | BW   |
| Dorfstraße 4 52° 43′ 29″ N, 9° 34′ 47″ O            | Wohn-/Wirtschaftsgebäude | Der Hof entstand um 1820. | 32780772 | BW   |
| Dorfstraße 4 52° 43′ 30″ N, 9° 34′ 46″ O            | Stall                    | | 32780823 | BW   |
| Dorfstraße 4 52° 43′ 30″ N, 9° 34′ 48″ O            | Scheune                  | | 32780798 | BW   |
| Fährweg 2 52° 43′ 35″ N, 9° 34′ 50″ O               | Wohn-/Wirtschaftsgebäude | Der Hof entstand wahrscheinlich Ende des 18. Jahrhunderts. | 32780927 | BW   |
| Fährweg 2 52° 43′ 35″ N, 9° 34′ 48″ O               | Scheune                  | | 32780526 | BW   |
| Grethemer Hauptstraße 2 52° 43′ 26″ N, 9° 34′ 50″ O | Wohnhaus                 | Dieser Hof mit seinen vier Gebäuden ist etwa um 1908 entstanden. | 32780687 | BW   |
| Grethemer Hauptstraße 2 52° 43′ 26″ N, 9° 34′ 51″ O | Scheune                  | | 32780729 | BW   |
| Grethemer Hauptstraße 2 52° 43′ 25″ N, 9° 34′ 50″ O | Scheune/Stall            | | 32780708 | BW   |